# مارتین اودگارد
مارتین اودگارد (هلندی: Martin Ødegaard؛ زادهٔ ۱۷ دسامبر ۱۹۹۸) بازیکن نروژی حرفه ای فوتبال است که در پست هافبک تهاجمی در لیگ برتر فوتبال انگلستان برای تیم آرسنال بازی می‌کند و کاپیتان تیم ملی نروژ و همچنین کاپیتان تیم آرسنال است.
اودگارد اولین بازی خود را برای باشگاه فوتبال استرومسگودست در آوریل ۲۰۱۴ انجام داد و تقریباً جوانترین بازیکنی بود که در لیگ برتر فوتبال نروژ به میدان رفت و در ماه مه جوانترین گل زن آن شد. اودگارد پس از حضور در تیم اصلی در اولین فصل خود و تمرین با چندین باشگاه خارجی، در ژانویه ۲۰۱۵ با رئال مادرید قرارداد بست. او در تیم ذخیره آنها، رئال مادرید کاستیا ثبت نام کرد، اما عمدتاً با تیم اول تمرین کرد. در مه ۲۰۱۵، او جوانترین بازیکنی بود که نماینده رئال مادرید بود. در ژانویه ۲۰۱۷، او به مدت ۱۸ ماه به باشگاه فوتبال هیرنفین و سپس برای یک فصل به باشگاه فوتبال ویتس‌آرنهم و باشگاه فوتبال رئال سوسیداد قرض داده شد. بعد از بازگشت به رئال مادرید در ابتدای فصل ۲۰۲۰–۲۱، او اغلب با مصدومیت مکرر زانو کنار می‌رفت و نمی‌توانست موقعیت اولیه خود را به‌دست آورد، اودگارد در فصل نقل و انتقالات زمستانی تا پایان فصل به آرسنال قرض داده شد.
اودگارد اولین بازی بین‌المللی خود را در مقابل تیم ملی فوتبال امارات متحده عربی در اوت ۲۰۱۴ انجام داد و در سن ۱۵ سال و ۲۵۳ روز جوانترین بازیکن اول تیم بزرگسالان شد. در اکتبر ۲۰۱۴، او جوانترین بازیکنی بود که در مسابقات مقدماتی جام ملت‌های اروپا حضور داشت.

## آمار ملی

### بازی‌های ملی
تا تاریخ ۱۵ اکتبر ۲۰۲۳
| نروژ  | نروژ | نروژ | نروژ   |
| سال   | بازی | گل   | پاس گل |
| ----- | ---- | ---- | ------ |
| ۲۰۱۴  | ۳    | ۰    | ۰      |
| ۲۰۱۵  | ۵    | ۰    | ۰      |
| ۲۰۱۶  | ۱    | ۰    | ۰      |
| ۲۰۱۷  | ۱    | ۰    | ۰      |
| ۲۰۱۸  | ۴    | ۰    | ۱      |
| ۲۰۱۹  | ۸    | ۱    | ۲      |
| ۲۰۲۰  | ۳    | ۰    | ۳      |
| ۲۰۲۱  | ۱۲   | ۰    | ۱      |
| ۲۰۲۲  | ۱۰   | ۱    | ۲      |
| ۲۰۲۳  | ۸    | ۱    | ۱      |
| مجموع | ۵۵   | ۳    | ۱۰     |

### گل‌های ملی
| شماره | تاریخ           | میزبان | بازی ملی | حریف    | نتیجه | رقابت                         |
| ----- | --------------- | ------ | -------- | ------- | ----- | ----------------------------- |
| ۱     | ۷ ژوئن ۲۰۱۹     | اسلو   | ۱۷       | رومانی  | ۲–۲   | مقدماتی جام ملت‌های اروپا ۲۰۲۰ |
| ۲     | ۲۵ مارس ۲۰۲۲    | اسلو   | ۳۸       | اسلواکی | ۲–۰   | دوستانه                       |
| ۳     | ۱۲ سپتامبر ۲۰۲۳ | اسلو   | ۵۳       | گرجستان | ۲–۱   | مقدماتی جام ملت‌های اروپا ۲۰۲۴ |

## دوران حرفه‌ای
استرومسگودست
در سال ۲۰۰۹، اودگارد به تیم جوانان استرومزگودست پیوست اما با تیم بزرگ سالان تمرین می‌کرد، فدراسیون فوتبال نروژ که استعدادهای این کشور را در تیم‌های نواحی محلی سازمان دهی می‌کند، باعث شد که اودگارد اولین بازیش را در حالی در ژانویه ۲۰۱۰ برای تیم بوسکرود نروژ انجام دهد، که هم تیمی‌هایش و بازیکنان حریف همه از او دو یا سه سال بزرگتر بودند. سرمربی در وصف عملکرد او گفت: عالی از عهده کارهایش برآمد، انتخاب‌ها و لمس توپ‌های خوب و جایگیری هوشمندانه ای داشت. اودگارد تا سه سال آینده هر هفته با این تیم تمرین کرد. در آن مدت مربی‌هایش معمولاً او را در پست دفاع چپ به کار می‌گرفتند، زیرا حس می‌کردند که بازی در این پست به او امکان لمس توپ‌های متعددی می‌داد و همچنین او را مقابل بازیکنانی با فیزیک بسیار قدرتمند تر محک می‌زد. همچنین به اودگارد اختیاد عمل در حمله داده شد، زیرا به گفته مربیان او قادر به پیدا کردن فضاها و راه حل‌های بود که هرگز حتی به ذهن آن‌ها نیز خطور نمی‌کرد.
او در سال ۲۰۱۱ وقتی تنها ۱۲ سال داشت، مربی سابق فوتبال به نام لارس تیارناس را در تورنمنت بین‌المللی زیر ۱۶ سال تحت تأثیر قرار داد.
اودگارد در سال ۲۰۱۲ در سن ۱۳ سالگی با تیم اصلی استرومگودست نروژ شروع به تمرین کرد، در همان فصل هم برای اولین بار برای این تیم در یک بازی دوستانه میان فصلی مقابل یک رقیب محلی به نام میخوندالن به میدان رفت. او همچنین جلسات تمرینی کوتاهی در بایرن مونیخ و منچستریونایتد داشت. در سال ۲۰۱۳، در سن ۱۴ سالگی، اودگارد هم برای تیم نوجوانان استرومزگودست (معمولاً ۱۷–۱۹ ساله) و هم برای تیم سوم باشگاه در سطح پنجم فوتبال بزرگسالان نروژ بازی کرد.
در ژانویه ۲۰۱۴، توافق شد که اودگارد ۱۵ ساله بخشی از تیم اول استرومزگودست برای آن سال باشد، اما هیچ قرارداد حرفه ای امضا نشد؛ زیرا قوانین مسابقه بیان می‌کند که برای بازی در تیپلیگان، بازیکنان باید یک قرارداد حرفه ای داشته باشند تا واجد شرایط باشند.
با این حال، باشگاه اودگارد را در "لیست B" برای بازیکنان آماتور قرار داد، که باعث شد اجازه حداکثر سه بازی در هر فصل را داشته باشد. اودگارد قادر به تمرین با استرومزگودست در طول روز نبود چون هنوز در آموزش اجباری بود؛ بنابراین، به عنوان بخشی از توافق، او دو عصر در هفته به تمرین در تیم میخوندآلن، یک تیم نیمه حرفه ای در دسته اول که پدرش هم به عنوان یکی از مربی‌ها در آن مشغول به کار بود پرداخت. او اولین بازیش را در لیگ برای استرومگودست، مقابل آلساندز در ورزشگاه مارلینلیست در ۱۳ آوریل ۲۰۱۴ انجام داد. با تنها ۱۵ سال و ۱۱۸ روز سن، او جوانترین بازیکنی بود که در تاریخ لیگ نروژ بازی کرد. در ۵ مه، او قراردادی حرفه ای با استرومگودست امضا کرد که او را تا پایان ۲۰۱۵ اعتبار داشت. این قرارداد محدودیت فقط سه بازی در هر فصل را تمام کرد. یازده روز بعد، او اولین گل حرفه ای خود را به ثمر رساند و با زدن چهارمین گل برای استرومسگودست در پیروزی خانگی ۴–۱ مقابل سارپسبورگ ۰۸، به جوانترین گلزن تیپلیگان تبدیل شد. او اولین بازی اروپایی خود را در ۱۶ ژوئیه انجام داد، اودگارد در پنج دقیقه پایانی بازی، جایگزین لارس کریستوفر ویلسویک در شکست خانگی ۱–۰ تیمش مقابل استوا بخارست در دور دوم مقدماتی لیگ قهرمانان اروپا شد.
در اواخر ماه ژوئیه، یک بازی خارج از خانه مقابل ساندنس، بحث‌های جدی ای در روزنامه‌های معتبر نروژ برای دعوت احتمالی او به تیم ملی نروژ برانگیخت. در هر سه گل تیمش در آن بازی تأثیر داشت و موفق به ثبت یگ گل و یک پاس گل شد. همچنین برای تیمش یک پنالتی گرفت که توسط هم تیمی اش از دست رفت. یان آرنه ریسه، با سابقه بیشترین کاپیتانی برای تیم ملی نروژ، تحت تأثیر عملکرد او قرار گرفت و خواهان بازی رسیدن به او مقابل کشورهای قدرتمند اروپایی شد.
۲۰۱۵–۲۰۱۷: اوایل حضور در رئال مادرید
در تاریخ ۲۱ ژانویه ۲۰۱۵، بعد از تمرین اودگارد با تیم بزرگ سالان رئال مادرید، رئال مادرید با تیم استرومسگودست بر سر انتقال وی به توافق رسید. مبلغ انتقال او توسط رسانه‌های اسپانیایی حدود ۳ میلیون یورو برآورد شد، اما رسانه‌های نروژی این مبلغ را حدود ۳۵ میلیون کرون (حدوداً معادل ۴ میلیون یورو) گزارش دادند، همچنین به گفته آن‌ها این مبلغ با شروط معینی تا ۷۰–۷۵ میلیون کرون (معادل حدود ۸ تا ۸٫۵ میلیون یورو) نیز قابل افزایش بود.
در یک کنفرانس مطبوعاتی پس از امضای قرارداد، رئال مادرید اعلام کرد که اودگارد هم با تیم اصلی و هم با تیم دوم یعنی رئال مادرید کاستیا تمرین خواهد کرد، اما برای تیم دوم بازی می‌کند که سرمربی وقت آن زین‌الدین زیدان بود. او اولین بازی غیررسمی خود را برای کاستیا در ۴ فوریه در یک تساوی دوستانه ۳–۳ با پکن گوآن انجام داد. او سپس در لیست تیم اصلی برای لیگ قهرمانان اروپا هم قرار گرفت. اودگارد همچنین پیراهن شماره ۲۱ را به تن کرد. اولین بازی رسمی او برای کاستیا در ۸ فوریه رقم خورد، او در ۲۰ دقیقه آخر بازی به عنوان بازیکن تعویضی در تساوی ۲–۲ مقابل تیم دوم اتلتیک بیلبائو در سگوندا دیویسیون بی به میدان رفت. در ۲۱ فوریه، او اولین گل خود را برای کاستیا در جریان پیروزی ۴–۰ مقابل باراکالدو پس از تنها ۷ دقیقه در ورزشگاه آلفردو دی استفانو به ثمر رساند. در آوریل، اودگارد پس از چهار شکست پیاپی کاستیا از این تیم کنار گذاشته شد، زیرا کارکنان با تمرین کردن او با تیم اصلی به جای کاستیا، و همچنین با عدم تسلط او به زبان اسپانیایی مشکل داشتند. سرمربی رئال مادرید یعنی کارلو آنچلوتی از طرفداران خواست تا صبور باشند و به اودگارد فرصت جا افتادن در کشور اسپانیا جا بیفتد. در ۲۹ آوریل، به علت مصدومیت گرت بیل، لوکا مودریچ و کریم بنزما، اودگارد او برای اولین بار در یک بازی خانگی در لا لیگا مقابل آلمریا در ترکیب رئال مادرید قرار گرفت، با این حال، او در پیروزی ۳–۰ به بازی گرفته نشد.
در ۲۳ مه، او اولین بازی خود را برای رئال مادرید در آخرین بازی فصل در سانتیاگو برنابئو مقابل ختافه انجام داد، او در دقیقه ۵۸ به جای زننده هت تریک بازی و برنده وقت توپ طلا، یعنی کریستیانو رونالدو، به بازی رفت که در نهایت آن مسابقه با پیروزی ۷–۳ رئال مادرید به پایان رسید. اودگارد با ۱۶ سال و ۱۵۷ روز سن به جوانترین بازیکن تاریخ باشگاه تبدیل شد.
اودگارد به‌طور مداوم در ترکیب فیکس کاستیا در فصل ۲۰۱۵–۲۰۱۶ قرار می‌گرفت. در ۱۷ آپریل ۲۰۱۶، روزنامه آ اس عملکرد او را به خاطر عملکردش در جریان پیرزوزی ۳–۰ مقابل خرنیکا تحسین کرد. کاستیا گروهش را در آخرین روز بالاتر از باراکالدو برد، و اودگارد هم اولین گل فصلش را در پیروزی ۶–۱ مقابل لا رودا به ثمر رساند.
اودگارد اولین بازی ثابتش را برای رئال مادرید را ۶۷۹ روز بعد از پیوستن به این تیم در ۳۰ نوامبر ۲۰۱۶، مقابل لئونسا در کوپا دل ری انجام داد که با پیروزی ۶–۱ رئال مادرید همراه بود.
۲۰۰۷–۲۰۲۰:حضور قرضی در هلند و اسپانیا
در ۱۰ ژاویه ۲۰۱۷، باشگاه خرونینگن انتقال قرضی ۱۸ ماهه اودگارد به این باشگاه را تأیید کرد. او همچنین به گفته مدیر برنامه اش، به انتقال قرضی به بارسلونا نیز نزدیک بود، اما محرومیت نقل و انتقالاتی بارسا در آن زمان مانع این انتقال شد. او چهار روز بعد اولین بازیش را در لیگ برتر فوتبال هلند در جریان یک برد خانگی ۲–۰ در برابر ادو دن هاخ انجام داد، هرچند که تنها در ثانیه‌های پایانی به میدان رفت. او شروع خوبی در خرونینگن نداشت و تنها یک شوت و یک پاس گل در ۷ بازی ابتداییش ثبت کرد. و کمی بعد هم توسط سرمربی خورگن استرپل نیمکت نشین شد. اودگارد ۱۵ می اولین گلش را برای خرونینگن در پانزدهمین بازیش در این تیم به ثمر رساند.
در فصل ۲۰۱۷–۲۰۱۸، اودگارد تبدیل به بازیکنی ثابت در ترکیب خرونینگن شد. او اولین گلش را در لیگ هلند به تاریخ ۱۸ نوامبر ۲۰۱۷ در یک برد ۴–۱ برابر توئنته ثبت رساند.
در ۲۱ اوت ۲۰۱۸، رئال مادرید اعلام کرد که اودگارد برای فصل ۲۰۱۸–۲۰۱۹، باری دیگر به تیمی هلندی و اینبار به ویتس‌آرنهم قرض داده می‌شود. او فصل خوبی را با ویتس داشت و موفق شد که ۱۱ گل و ۱۲ پاس گل به ثبت برساند و از طرف هواداران این تیم به عنوان بازیکن سال باشگاه انتخاب شد.
در ۵ ژوئیه ۲۰۱۹، او اینبار به رئال سوسیداد قرض داده شد، با این شرایط که رئال مادرید قادر باشد که پس از یک فصل او را بازگرداند یا یک فصل دیگر در رئال سوسیداد نگه دارد. در ۲۵ اوت، او نخستین گلش را در لالیگا مقابل رئال مایورکا به ثمر رساند و باعث برتری ۱–۰ تیمش شد. در ۱۴ سپتامبر او دومین گلش را در مقابل اتلتیکو مادرید در ورزشگاه آنوئتا ثبت کرد تا در پیروزی ۲–۰ تیمش کمک بسزایی باشد، همچنین پس از آن مسابقه کارشناسان از او به عنوان بهترین بازیکن زمین نام بردند. اولین پاس گل او برای سوسیداد مقابل دپورتیوو آلاوس به ثبت رسید، پاس گلی که زیباییش تحسین هواداران و کارشناسان را برانگیخت. اودگارد به عنوان بهترین بازیکن ماه لالیگا در ماه سپتامبر ۲۰۱۹ برگزیده شد. در فوریه ۲۰۲۰ او مقابل رئال مادرید گلزنی کرد تا باعث صعود تیم موقتش یعنی سوسیداد، و حذف تیم اصلیش از جام حذفی شود. رئال سویداد به فینال جام حذفی راه پیدا کرد اما این فینال به خاطر شیوع ویروس کوید ۱۹ به تعویق افتاد. آن‌ها فصل را در رتبه ششم تمام کردند و به این ترتیب به لیگ اروپا ۲۱–۲۰۲۰ صعود کردند. با وجود این که او پایان فصل را به خاطر التهاب التهاب تاندون (مشکلی که چند ماه قبل هم گریبانگیر او شده بود) از دست داد، این فصل برای اودگارد فصلی موفقیت‌آمیز بود.

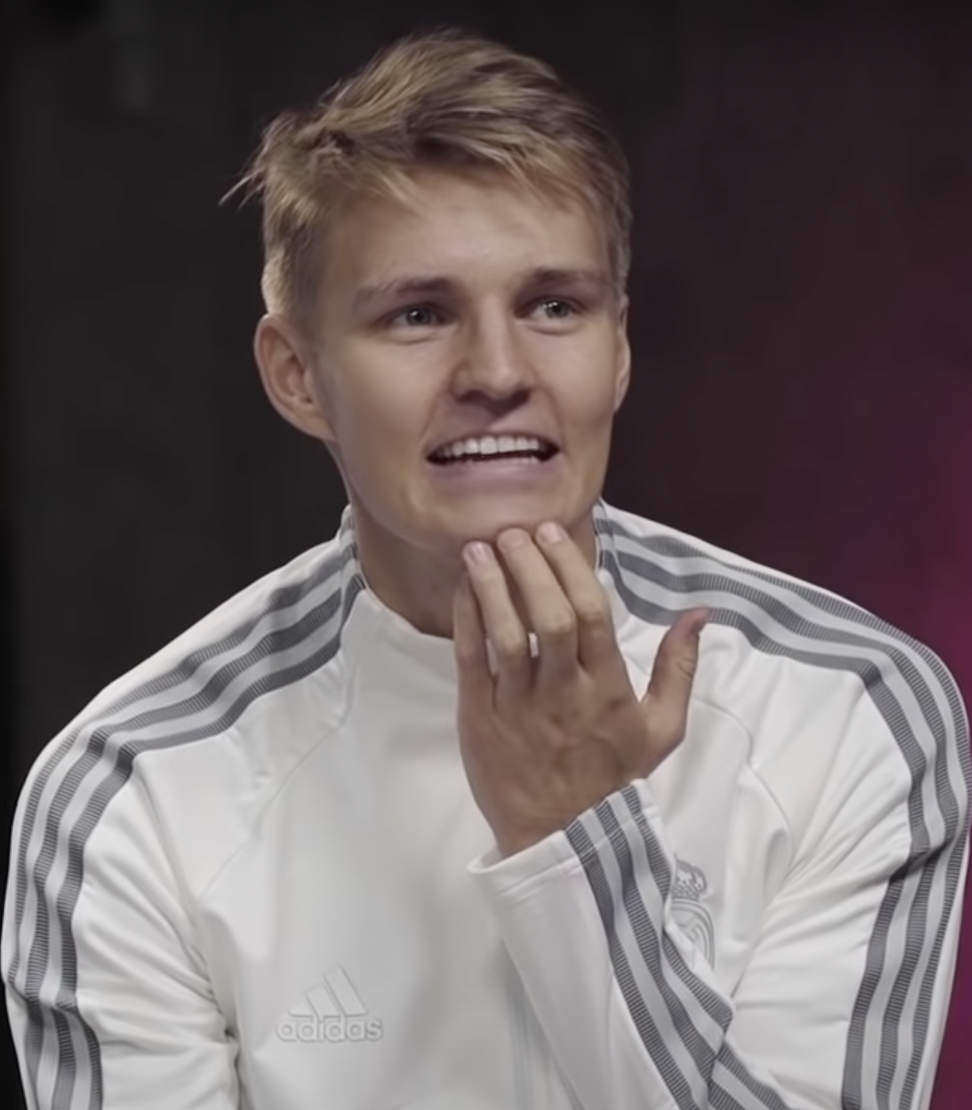
اودگارد در سال ۲۰۲۰ در رئال مادرید

پس از فراخوانده شدن توسط رئال مادرید، اودگارد در اولین بازی فصل تیمش در یک بازی خارج از خانه مقابل رئال سوسیداد که با تساوی بدون گل همراه بود به‌طور ثابت بازی کرد. در ۲۶ نوامبر نیز، او برای نخستین بار در لیگ قهرمانان اروپا در یک برد ۲–۰ خارج از خانه مقابل اینتر میلان به میدان رفت.
آرسنال
۲۰۲۰–۲۰۲۱: انتقال قرضی در نیم فصل
بعد از انجام تنها نه بازی در رئال مادرید تا پایان نیم فصل، اودگارد صریحاً اعلام کرد که می‌خواهد برای زمان بازی بیشتر، در نقل و انتقالات زمستانی از باشگاه برود. در ۲۷ ژانویه ۲۰۲۱، اودگارد به‌طور قرضی تا پایان فصل به آرسنال پیوست. او مسیر و همچنین سبک بازی باشگاه آرسنال را ستایش کرد و بر مبنای آن دو آرسنال را باشگاهی کاملاً مناسب خود توصیف کرد. میکل آرتتا سرمربی آرسنال تأکید داشت که اودگارد بر کیفیت هجومی تیم می‌افزاید و تمام اعضای آرسنال برای کمک به او برای جا افتادن در برنامه‌های تیم هیجان زده‌اند. ۳ روز بعد از ملحق شدن به آرسنال، اودگارد اولین بازی خود را مقابل یکی از رقیبان تیمش یعنی منچستریونایتد انجام داد، اود در این بازی که با تساوی بدون گل دو تیم همراه بود، به جای امیل اسمیت رو به بازی رفت. در ۱۴ فوریه، او برای نخستین بار در ترکیب ثابت آرسنال در لیگ برتر فوتبال انگلستان قرار گرفت، آن بازی خانگی در نهایت با پیروزی ۴–۲ آرسنال مقابل لیدز یونایتد به پایان رسید. در ۱۸ فوریه، اودگارد اولین بازیش را برای آرسنال در لیگ اروپا در یک تساوی ۱–۱ خارج از خانه مقابل بنفیکا انجام داد. در ۱۱ مارس، اودگارد اولین گلش را برای آرسنال مقابل المپیاکوس نیکوزیا از فاصله ۱۸ متری در اپلیک اروپا به ثمر رساند. این گل کمی بعد در وبگاه رسمی آرسنال توسط هواداران به عنوان بهترین گل ماه این تیم انتخاب شد. در ۱۴ مارس اودگارد اولین گلش را در لیگ برتر انگلیس مقابل تاتنهام هاتسپر در دویست و سومین دربی شمال لندن به ثبت رساند و به این ترتیب در دو بازی پیاپی برای آرسنال گلزنی کرد. به دلیل عملکرد درخشانش در مارس ۲۰۲۱، اودگارد در وبگاه رسمی باشگاه به عنوان بهترین بازیکن ماه آرسنال توسط طرفداران برگزیده شد.
۲۰۲۱ تا کنون: انتقال دائمی و کاپیتانی در آرسنال
در ۲۰ اوت ۲۰۲۱، آرسنال رسماً انتقال دائمی اودگارد را به مبلغ ۳۵ میلیون یورو، با پتانسیل افزایش به ۴۰ میلیون یورو را رسمی کرد. قرارداد اودگارد تا سال ۲۰۲۵ اعتبار داشت، با این اختیار که قراردادش را یک سال دیگر افزایش دهد. او اولین بازی فصلش را در شکست ۵–۰ مقابل منچستر سیتی انجام داد، دیداری که در آن آرسنال ۱۰ نفره کاملاً محو بازی سیتی شد و به قعر جدول لیگ سقوط کرد. او اولین گل فصل خود را با یک ضربه آزاد در پیروزی ۱–۰ خارج از خانه مقابل برنلی به ثبت رساند. در ۱۰ آوریل ۲۰۲۲، اودگارد از فاصله ۲۷ متری مقابل برایتون گلزنی کرد. هرچند که آرسنال آن بازی خانگی را ۲–۱ واگذار کرد. آرسنال فصل را در رتبه پنجم به پایان رساند، و با اختلاف تنها ۲ امتیاز با تاتنهام، از صعود به لیگ قهرمانان اروپا ناکام ماند. بعد از رفتن کاپیتان قبلی باشگاه یعنی پیر امریک اوبامیانگ و همچنین رفتن کاپیتان موقت یعنی الکساندر لاکازت، میکل آرتتا اودگارد را به عنوان کاپیتان آرسنال در آستانه شروع فصل ۲۰۲۲–۲۰۲۳ برگزید. او اولین بازیش را به عنوان کاپیتان در اولین بازی فصل آرسنال مقابل کریستال پالاس انجام داد که با پیروزی ۲–۰ تیمش همراه بود. در ۲۱ اوت ۲۰۲۲، اودگارد تنها در ۱۱ دقیقه در یک پیروزی خارج از خانه مقابل بورنموث دو گل به ثمر رساند. در ۱۲ نوامبر ۲۰۲۲، در آخرین بازی آرسنال پیش از آغاز جام جهانی ۲۰۲۲، اودگارد دو گل در برابر ولورهمپتون واندررز به ثمر رساند تا جایگاه آرسنال در صدر جدول با اختلاف ۵ امتیاز با منچستر سیتی تثبیت شود. مدتی بعد اودگارد موفق شد جایزه بهترین بازیکن لیگ در ماه‌های نوامبر و دسامبر را تصاحب کند. اودگارد اولین بازیکن آرسنال بود که بعد از اوبامیانگ در سپتامبر ۲۰۱۹ صاحب این عنوان شد. همچنین او دومین بازیکن نروژی شد که بعد از ارلینگ هالند، همبازی ملی و دوست صمیمیش، این جایزه را برد. در ۱۵ ژانویه ۲۰۲۳، اودگارد مقابل تاتنهام در پیروزی ۲–۰ خارج از خانه گلزنی کرد. این اولین پیروزی خارج از خانه آرسنال در لیگ مقابل تاتنهام از سال ۲۰۱۴ بود. در ۱۳ مارس، او جایزه بهترین بازیکن سال را در مراسم جوایز فوتبال لندن برنده شد. در ۱۶ آوریل، اودگارد دومین گل آرسنال را در خارج از خانه مقابل وستهام یونایتد به ثمر رساند، اما آن بازی در نهایت با تساوی ۲–۲ خاتمه یافت. او همچنین در بازی خانگی مقابل ساوتهمپتون گلزنی کرد تا در نجات آرسنال از شکست مؤثر باشد، آن بازی در نهایت با نتیجه ۳–۳ خاتمه یافت. در ۲ مه، اودگارد دو بار مقابل چلسی گلزنی کرد تا تیمش ۲–۰ در شهرآورد لندن پیروی باشد. کمی بعد در ۷ مه، او یک گل مقابل نیوکاسل یونایتد زد تا آرسنال این بازی خارج از خانه را ۲–۰ برنده شود. در پایان فصل، اودگارد از طرف هواداران به عنوان بهترین بازیکن فصل آرسنال انتخاب شد. او همچنین برای جوایز بهترین بازیکن فصل لیگ برتر انگلستان، بهترین بازیکن جوان فصل لیگ برتر انگلستان و بهترین فوتبالیست سال جهان از دیدگاه نویسندگان فوتبال کاندید شد.

## افتخارات

### رئال مادرید
- لیگ قهرمانان اروپا: ۲۰۱۵–۲۰۱۶، ۲۰۱۶–۲۰۱۷
- لالیگا: ۲۰۱۶–۲۰۱۷
- سوپرجام اروپا: ۲۰۱۶، ۲۰۱۷
- سوپرجام اسپانیا: ۲۰۱۷
- جام باشگاه‌های جهان: ۲۰۱۶،

۲۰۱۷

### رئال سوسیداد
- کوپا دل ری: ۲۰۱۹–۲۰۲۰

### آرسنال
- جام خیریه انگلستان ۲۰۲۳